# 渡辺奈菜
渡辺 奈菜（わたなべ なな、1981年7月7日 - ）は、日本のフリーアナウンサー。
新潟県生まれ福島県田村郡三春町育ち。尚志高等学校卒業。文教大学英米文学科卒業。

## 略歴
- 2004年、NHK鳥取放送局のリポーターとして活動[2]。
- 2005年 - 2008年10月、エフエム新潟パーソナリティ。
- 2008年12月[1]、テレビユー福島契約アナウンサーとして入社。
- 2013年11月、テレビユー福島を退社。
- 2014年、フリーアナウンサーとなる[2][5]。

## 出演

### エフエム新潟
- SOUND SPLASH（2005年12月5日[6] - 2008年1月16日）
- FM HEAD LINE
- サタナビ

### テレビユー福島
- ピンポン!ローカルニュース
- グーテン（2011年5月 - 2011年9月） MC
- はぴスタ（2011年10月 - 2013年9月） MC